# Mycetomoellerius
Mycetomoellerius (лат.) — род муравьёв-грибководов трибы Attini из подсемейства мирмицины. Включает около 30 видов, которые ранее включались в состав рода Trachymyrmex. Род назван в честь немецкого миколога Альфреда Мёллера (Alfred Möller, 1860—1922), который в 1890—1893 годах в Бразилии провёл первые подробные исследования муравьёв-грибководов.

## Распространение
Род характерен исключительно для Нового Света, большая часть видов встречается в неотропической части Южной Америки (22 вида); 5 видов — в Центральной Америке (M. isthmicus, M. opulentus, M. squamulifer, M. turrifex, M. zeteki); 3 вида — на Карибских островах (M. haytianus, M. jamaicensis, M. jamaicensis antiguensis), и 2 вида (M. jamaicensis, M. turrifex) в Северной Америке (Мексика, США).

## Описание
От близких родов (Paratrachymyrmex, Trachymyrmex) отличается гладкими мандибулами; преокулярные и фронтальные бороздки субпараллельны, продолжаются до заднего края головы. Мелкие мономорфные муравьи (рабочие около 5 мм); крупные рабочие и солдаты отсутствуют. Тело покрыто выступами-туберкулами и многочисленными изогнутыми волосками. От других родов муравьёв-грибководов отличается тем, что их грудные выступы на дорзуме пронотума и мезонотума окружены вторичными туберкулами или мелкими шипиками, которые у некоторых видов трансформируются в мелкие бугорки. Усики состоят из 11 члеников, без явной булавы. Формула щупиков: 4,2. Тело покрыто многочисленными бугорками (каждый с волоском) и шипиками. Стебелёк между грудкой и брюшком состоит из двух члеников: петиолюса и постпетиолюса (последний чётко отделён от брюшка), жало развито, куколки голые (без кокона).
Характерны своим тесным симбиозом с грибами, выращиваемыми в муравейниках. Гнездо состоит из нескольких ячеек-камер, расположенных вертикально в почве. В качестве субстрата для грибницы используют фекалии насекомых, кусочки фруктов и другие остатки мёртвых растений.
Известен один ископаемый вид: †Mycetomoellerius primaevus (Baroni Urbani, 1980), Доминиканский янтарь, миоцен.
- Крылатый самец Mycetomoellerius jamaicensis
- Mycetomoellerius dichrous
- Mycetomoellerius kempfi

## Генетика
Диплоидный набор хромосом: Mycetomoellerius fuscus — 2n = 18 (n = 9) 16M + 2SM, Mycetomoellerius holmgreni — 20 (10) 20M, Mycetomoellerius relictus — 20 (10) 20M, Mycetomoellerius iheringi — 20 (10) 18M + 2SM.

## Систематика
Род включает около 30 видов, которые ранее включались в состав рода Trachymyrmex. Таксон Mycetomoellerius впервые был выделен в 2019 году, когда в результате молекулярно-генетического анализа род Trachymyrmex был разделён на три: Mycetomoellerius (бывшая видовая группа Iheringi group), Paratrachymyrmex Solomon et al., 2019 (бывшая видовая группа Intermedius group) и собственно Trachymyrmex (типовой вид Trachymyrmex septentrionalis McCook, 1881)).
Из муравьёв-грибководов наиболее близок к родам Paratrachymyrmex, Trachymyrmex, Acromyrmex и Mycetosoritis, у которых на первом тергите брюшка также развиты туберкулы.
- Mycetomoellerius agudensis Kempf, 1967[12]
- Mycetomoellerius atlanticus Mayhé-Nunes & Brandao, 2007[11]
- Mycetomoellerius cirratus Mayhé-Nunes & Brandão, 2005[10]
- Mycetomoellerius compactus Mayhé-Nunes & Brandão, 2002[2]
- Mycetomoellerius dichrous Kempf, 1967
- Mycetomoellerius echinus Weber, 1938
- Mycetomoellerius farinosus (Emery, 1894)
- Mycetomoellerius fiebrigi (Santschi, 1916)
- Mycetomoellerius gaigei (Forel, 1914)
- Mycetomoellerius guianensis Weber, 1937
- Mycetomoellerius haytianus Wheeler & Mann, 1914
- Mycetomoellerius holmgreni Wheeler, 1925
- Mycetomoellerius iheringi (Emery, 1888) typus
- Mycetomoellerius isthmicus Santschi, 1931
- Mycetomoellerius ixyodus Mayhé-Nunes & Brandao, 2007[11]
- Mycetomoellerius jamaicensis (Andre, 1893)
  - = Trachymyrmex sharpii Forel, 1893;  Trachymyrmex maritimus Wheeler, 1905
  - Trachymyrmex jamaicensis antiguensis Weber, 1938 (возможно, отдельный вид, см. Mayhé‐Nunes & Brandão, 2007)[11]
- Mycetomoellerius janildae Santos et al., 2025[13]
- Mycetomoellerius kempfi Fowler, 1988
- Mycetomoellerius mesopleuralis Santos et al., 2025[13]
- Mycetomoellerius mikromelanos Cardenas, Schultz, & Adams, 2021[14]
- Mycetomoellerius oetkeri (Forel, 1908)
- Mycetomoellerius opulentus (Mann, 1922)
- Mycetomoellerius papulatus Santschi, 1922
- †Mycetomoellerius primaevus Baroni Urbani, 1980
- Mycetomoellerius pruinosus (Emery, 1906)
- Mycetomoellerius relictus Borgmeier, 1934
- Mycetomoellerius ruthae Weber, 1937
- Mycetomoellerius squamulifer (Emery, 1896)
- Mycetomoellerius tucumanus (Forel, 1914)
- Mycetomoellerius turrifex (Wheeler, 1903)
- Mycetomoellerius urichii (Forel, 1893)
  - = Mycetomoellerius fuscus Emery, 1894[15]
- Mycetomoellerius verrucosus Borgmeier, 1948
- Mycetomoellerius zeteki Weber, 1940